# Agustín de Luque y Coca
Agustín de Luque y Coca   (Màlaga, 28 de setembre de 1850 - Hendaia, 14 d'octubre de 1937) va ser un militar i polític espanyol, director general de la Guàrdia Civil i ministre de la Guerra.

## Biografia
Va combatre en la Tercera Guerra Carlina i va estar destinat en Melilla i a Cuba durant la Guerra hispano-estatunidenca, on va ascendir a General de divisió. Va estar vinculat amb el republicanisme a través de Manuel Ruiz Zorrilla. Se li va atribuir estar implicat en diferents conspiracions contra la monarquia, encara que no va haver-n'hi proves. Va treballar com a Cap de Gabinet en el Ministeri de la Guerra, on va arribar a ser Ministre per quatre ocasions, totes amb governs liberals (1905; 1906-1909; 1911 i 1912-1915). Va ser Senador electe per la província de Palència i Lugo (1905-1908) per a ser designat, més tard, Senador vitalici (1909).
Va ser Director General de la Guàrdia Civil en dues ocasions; entre el 30 d'octubre de 1913 i el 10 de desembre de 1915 i entre el 20 d'abril de 1917 i el 26 de juny de 1917. Se li deu l'aprovació de la Llei del Servei Militar Obligatori. El 6 d'octubre de 1920 el ministeri de la Guerra publica un decret disposant el cessament del tinent general Agustín Luque y Coca en el càrrec de comandant general del Cos i caserna d'Invàlids i el seu pas a la reserva per haver complert l'edat reglamentària.
En 1925 va ser nomenat pel dictador Miguel Primo de Rivera president de la comissió que va elaborar el projecte de creació del Servei Nacional d'Educació Física, Ciutadana i Premilitar.